# Bugedo
Bugedo, o Bujedo de Candepajares, es una localidad y un municipio situado en la provincia de Burgos,  comunidad autónoma de Castilla y León (España). Pertenece a la comarca del Valle del Ebro. Cuenta con una población de 191 habitantes (INE 2024).
El origen del término está relacionado con la abundancia de boj (Buxus-Buxetum en latín), e incluso está documentado el uso de la expresión Buxetensis para referirse al lugar en los siglos XII-XIII, además de que alguna casa del pueblo conserva hoy en día en su parte frontal un escudo con una rama de boj en él.

## Geografía
Integrado en la comarca del Valle del Ebro de la provincia de Burgos, se sitúa a 80 kilómetros de la capital burgalesa. Su término municipal está atravesado por la carretera N-1 entre los pK 311 y 313, así como por la Autovía del Norte. 
El relieve del municipio está caracterizado por el contraste entre los Montes Obarenes y el valle del río Oroncillo que se abre a la llanura de Miranda. Las mayores elevaciones se encuentran al sur del territorio, que alcanzan los 750 metros de altitud. El pueblo se alza a 534 metros sobre el nivel del mar, en el valle del río. 
| Noroeste: Ameyugo y Santa Gadea del Cid | Norte: Miranda de Ebro                        | Noreste: Miranda de Ebro      |
| Oeste: Ameyugo                          |                                               | Este: Miranda de Ebro         |
| Suroeste: Foncea (La Rioja)             | Sur: Foncea (La Rioja) y Cellorigo (La Rioja) | Sureste: Cellorigo (La Rioja) |

## Entorno natural
La localidad está en pleno de centro de zona de transición, fundamentalmente a pie de los montes y rodeado de importantes masas de arbolado, pero también bordeando el comienzo de los campos de cereal, en tierra descendente y ya más llana. El pueblo es regado por un limpio río Oroncillo y mantiene una institución docente en el monasterio, además de la iglesia románica fundada en 1165 por doña Sancha de Frías en esta región conocida antaño como Campo pallearum .

## Lugares de interés
- Monasterio de Santa María de Bugedo
- Iglesia de Santa María (1236)
- Torre del telégrafo usada en el siglo XIX como la torre número 33 - Campajares, de la línea de Castilla del telégrafo óptico.[3]  Actualmente la torre está en ruinas.

## Historia
Así se describe a Bugedo en el tomo IV del Diccionario geográfico-estadístico-histórico de España y sus posesiones de Ultramar, obra impulsada por Pascual Madoz a mediados del siglo XIX:

Villa con ayuntamiento en la provincia, diócesis, audiencia territorial y capitanía general de Burgos (12 ½ leguas), partido judicial de Miranda de Ebro (1 ½). Situada al pie de la sierra titulada Picuezo en el camino de Santander a la Rioja, rodeada de montañas por O y S y despejada por el N y E cuyo viento principalmente la domina; su clima es templado, siendo sus enfermedades más comunes reúmas y afecciones de pecho. Forman cuerpo de población 40 casas regularmente distribuidas; entre ellas figura la del ayuntamiento donde se halla la escuela de primeras letras concurrida por 12 a 14 niños, percibiendo su maestro la dotación de 20 fanegas de trigo anua-les; la casa-mesón; la iglesia parroquial bajo el título de la Asunción de Nuestra Señora servida por un cura párroco, de nombramiento del ordinario y un sacristán; en paraje bien ventilado el cementerio y a distancia de 150 varas de la villa el suprimido monasterio de premostratenses cuya iglesia dedicada a San Norberto sirve hoy de pajar; dentro de dicho edificio hay una fuente de cristalinas y abundantes aguas; sus rentas consistían en 1.200 fanegas de trigo; 620 de cebada; 56 de centeno y 2.650 reales procedentes de censos a favor de la comunidad; dependían de este monasterio en lo eclesiástico las granjas de Arce Mirapérez, donde residía un religioso, y la de Candepajares, propiedad del mismo, cuyos habitantes recibían el pasto espiritual teniendo además su pila bautismal; inmediato al convento hay varios corrales cercados de pared y un pequeño monte poblado de encinas y robles. El término confina N Ayuelas; E Valverde; S Ameyugo, y O Cillorigo y Foncea; el terreno por lo general es de mediana calidad destinado en su mayor parte al cultivo de cereales y el resto a pastos para el ganado; le baña el río Oroncillo o Matapán que lleva su curso de E a O y da impulso a un molino harinero que se halla a corta distancia en jurisdicción de la villa. Los caminos son de herradura y conducen a la capital del partido, Ameyugo, Ayuelas, Foncea y Haro; el correo lo recibe de la administración de Miranda por medio de valijero los lunes, miércoles y sábados, saliendo los mismos días. Producciones: trigo blanquillo, cebada, centeno, avena, maíz y legumbres; ganado vacuno, lanar, cabrío y mular; caza de perdices y codornices, y pesca de algunas truchas, pequeños barbos y cangrejos. Población: 38 vecinos, 153 almas. Capital productivo: 931.600 reales. Imponible: 94.137. Contribución: 4.966 reales.
Diccionario geográfico-estadístico-histórico de España y sus posesiones de Ultramar

## Demografía
Bugedo cuenta con una población de 191 habitantes (INE 2024).
| Gráfica de evolución demográfica de Bugedo entre 1842 y 2021                                                          |
| |
| Población de derecho según los censos de población del INE. Población de hecho según los censos de población del INE. |

## Fiestas
Nuestra Señora de la Asunción y San Roque, 15 de agosto

## Acerca del nombre
El nombre "Bugedo" puede también escribirse "Bujedo" indiferentemente, pues proviene del latín buxētum, lugar de bojes, tanto para el nombre del pueblo como del Monasterio de Santa María de Bujedo.
El uso cotidiano ha hecho que el nombre del pueblo suela escribirse Bugedo, para no confundirlo con Bujedo de Juarros, población y antiguo convento de la misma provincia, y el del monasterio como Bujedo.